# Saillans (Żyronda)
Saillans – miejscowość i gmina we Francji, w regionie Nowa Akwitania, w departamencie Żyronda.
Według danych na rok 1990 gminę zamieszkiwało 407 osób, a gęstość zaludnienia wynosiła 65 osób/km² (wśród 2290 gmin Akwitanii Saillans plasuje się na 785. miejscu pod względem liczby ludności, natomiast pod względem powierzchni na miejscu 1339.).